# Hexatoma kala
Hexatoma kala är en tvåvingeart som beskrevs av Alexander 1962. Hexatoma kala ingår i släktet Hexatoma och familjen småharkrankar. Inga underarter finns listade i Catalogue of Life.